# Dunszt József
Dunszt József (Pest, 1844. – Budapest, 1916. május 8.) magyar vendéglős és szállodatulajdonos. A kecskeméti Royal Szálló tulajdonosa, amely a 20. század elején a város egyik legjelentősebb vendéglátóhelye volt.

## Élete és pályafutása
Apja, Dunszt Ferenc az 1850-es években költözött Kecskemétre, ahol vendéglőt és borkereskedést nyitott. Ifjúkorában mészáros- és hentesinasként dolgozott, majd pincérnek és vendéglősnek tanult. Pályafutását a lipiki gyógyfürdőben kezdte, majd a zlathnói Bolváry-uradalom ispánja lett. Apja hívására tért vissza Kecskemétre, ahol először a sétatéri vendéglőt vezette.
Később megvásárolta a Royal Szállót, amelyet virágzó vállalkozássá fejlesztett. A szállodához vendéglő, kávéház és sörcsarnok is tartozott, és Kecskemét egyik legismertebb vendéglátóhelyévé vált. Az épület érzelmi jelentőséggel is bírt a számára, mivel korábban ezen a helyen apja vendéglője, „A víg magyarhoz” működött.

## Családja és öröksége
14 gyermeke született. Többen közülük vendéglátós pályára léptek. 1906-ban hunyt el, halála után 2 fia, Adorján és Gyula vették át a Royal Szállót és vendéglőt.